# Karl Patrick Lauk

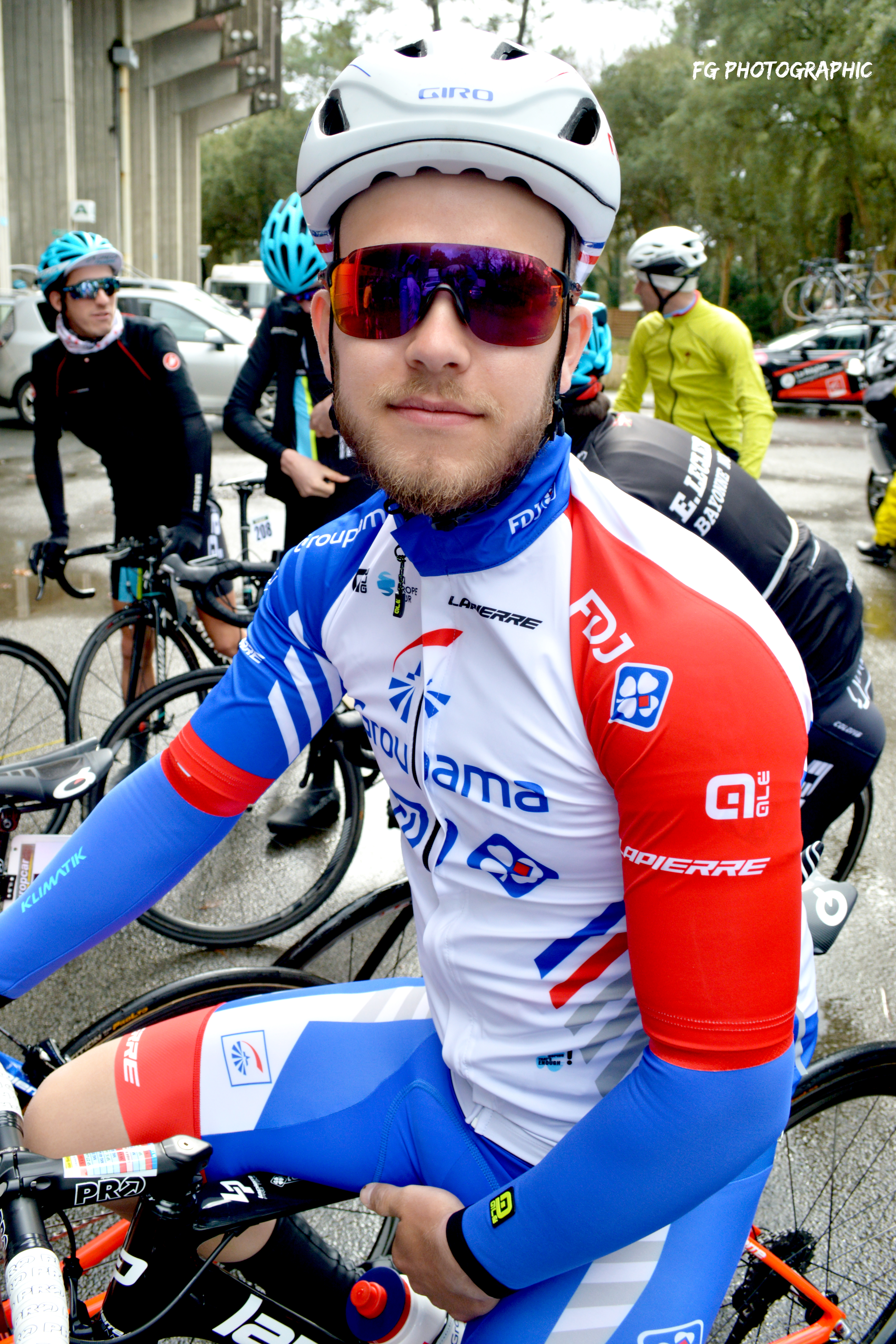
Karl-Patrick Lauk lors de l'Essor basque 2019.

Karl Patrick Lauk, né le 9 janvier 1997 à Kuressaare, est un coureur cycliste estonien.

## Biographie
En 2015, Karl Patrick Lauk remporte une étape des Trois Jours d'Axel lors de sa seconde année juniors (moins de 19 ans). Il court ensuite de 2016 à 2018 au Team Pro Immo Nicolas Roux, où il se distingue dans le calendrier amateur français. Il est également stagiaire professionnel à deux reprises, chez Astana puis au sein de la formation Fortuneo-Samsic. 
En 2019, il court au sein de l'équipe Continentale Groupama-FDJ. Double champion d'Estonie espoirs, il s'impose sur une étape du Rhône-Alpes Isère Tour. Il n'est toutefois pas recruté par l'équipe première Groupama-FDJ, membre du World Tour. Karl Patrick Lauk reprend alors une licence dans le club Pro Immo Nicolas Roux en 2020. Bon puncheur, rapide au sprint, il s'illustre de nouveau en étant l'un des meilleurs cyclistes du circuit amateur français. Il remporte par ailleurs une étape du Tour international de Rhodes, du Baltic Chain Tour et du Tour de la Guadeloupe en 2021, dans le calendrier UCI. 
Ses bons résultats lui permettent de rejoindre l'équipe professionnelle Bingoal Pauwels Sauces WB en 2022,.

## Palmarès
- 2015
  - 1re étape des Trois Jours d'Axel
  - 2e du Grand Prix d'Issoire
- 2016
  - Critérium de Cournon d'Auvergne
  - Grand Prix de Nasbinals
  - Grand Prix de La Machine
  - Quatre Jours des As-en-Provence :
    - Classement général
    - 1re, 2e et 3e (contre-la-montre par équipes) étapes

  - Circuit des Boulevards
  - Grand Prix d'Issoire
  - Trophée des champions
  - 3e du championnat d'Estonie du contre-la-montre espoirs
  - 3e du championnat d'Estonie sur route espoirs
  - 3e du Grand Prix du Centre de la France
- 2017
  -  Champion d'Estonie sur route espoirs
  - 2e étape du Tour du Loiret
  - Tour d'Estonie :
    - Classement général
    - 1re étape

  -  Médaillé d'or du critérium aux Jeux des Îles
  - Quatre Jours des As-en-Provence :
    - Classement général
    - 1re, 2e et 3eb étapes

  - 2e étape de La Jean-Patrick Dubuisson (contre-la-montre par équipes)
  - Grand Prix d'Issoire
  -  Médaillé de bronze de la course en ligne aux Jeux des Îles
- 2018
  -  Champion d'Estonie sur route espoirs
  - Grand Prix de Carcès
  - Circuit des Quatre Cantons
  - Tour de Loire-Atlantique :
    - Classement général
    - 3e étape

  - 5e étape du Tour Nivernais Morvan
  - 1re étape du Tour du Chablais
  - Grand Prix d'Issoire
  - 2e du championnat d'Estonie du contre-la-montre espoirs
  - 2e du Grand Prix de Cherves
  - 3e du Grand Prix de Buxerolles
  - 3e du championnat d'Estonie sur route
- 2019
  -  Champion d'Estonie sur route espoirs
  -  Champion d'Estonie du contre-la-montre espoirs
  - 4e étape du Rhône-Alpes Isère Tour
  - 2e du championnat d'Estonie du contre-la-montre
- 2020
  - Boucles de l'Essor
  - Trophée de l'Essor
  - Route d'Or du Poitou
  - Prix de Beaucharol
  - 1re étape des Boucles Nationales du Printemps
  - Boucle du Pays de Tronçais
  - 2e de l'Essor basque
  - 2e du championnat d'Estonie sur route
  - 2e de Nantes-Segré
  - 3e du Circuit des Communes de la Vallée du Bédat
- 2021
  - Challenge BBB-DirectVelo
  - 4e étape des Boucles du Haut-Var
  - 3e étape du Tour international de Rhodes
  - Tour d'Estonie :
    - Classement général
    - 1re étape

  - 1re et 2e (contre-la-montre par équipes) étapes du Tour du Piémont pyrénéen
  - Grand Prix International de la ville de Nogent-sur-Oise
  - Prix Marcel-Bergereau
  - 2e étape du Baltic Chain Tour
  - 3e étape des Quatre Jours des As-en-Provence
  - 7e étape du Tour de la Guadeloupe
  - 2e du championnat d'Estonie sur route
  - 2e du Baltic Chain Tour
- 2023
  -  Champion d'Estonie sur route
  - 6e étape de la Tropicale Amissa Bongo
- 2024
  - Lauri Ausi Mälestusvõistlus
  - 2e du Tour d'Estonie
- 2025
  - Fuquan International Cycling Festival
  - Bureloppet

## Classements mondiaux
| Année                                 | 2016  | 2017 | 2018 | 2019 | 2020 | 2021 | 2022 | 2023  | 2024 |
| ------------------------------------- | ----- | ---- | ---- | ---- | ---- | ---- | ---- | ----- | ---- |
| Classement mondial                    | 1286e | 430e | 907e | 674e | 472e | 206e | 552e | 1001e | 421e |
| UCI Europe Tour                       | 882e  | 218e | 550e | 498e | 389e | 175e | 429e | nc    | nc   |
|                                       |       |      |      |      |      |      |      |       |      |
| Légende : nc = non classéSource : UCI |       |      |      |      |      |      |      |       |      |